# Ortegal (comarque)
Pour les articles homonymes, voir Ortegal (homonymie).
Ortegal  est une comarque  de la province de La Corogne en Galice (Espagne). Cette comarque regroupe quatre communes : Cariño, Cerdido, Mañón et Ortigueira. 